# Associatie van kraaihei en gewone dophei
De associatie van kraaihei en gewone dophei (Empetro-Ericetum) is een associatie uit het dophei-verbond. De associatie omvat plantengemeenschappen van natte heidevegetatie die gekenmerkt worden door kraaihei en gewone dophei.
Deze associatie is in Nederland en Vlaanderen zeer zeldzaam en beperkt tot de Waddeneilanden en de Hoge Venen.

## Naamgeving en codering
- Nederlands: Kraaiheide-zandzegge-associatie
- Syntaxoncode voor Nederland (rVvN): r11Aa03
- Natura2000-habitattypecode (EU-code): H2140

De wetenschappelijke naam Empetro-Ericetum is afgeleid van de botanische namen van twee kensoorten binnen de associatie, de kraaihei (Empetrum nigrum) en de gewone dophei (Erica tertralix).

## Fysiognomie
De associatie van kraaihei en gewone dophei wordt net als de meeste droge-heidevegetatie gekenmerkt door een groot aandeel van dwergstruiken en mossen.
De boomlaag is net als in de meeste heidevegetatie volledig afwezig. De struiklaag is meestal zeer goed vertegenwoordigd, onder de vorm van dwergstruiken als de kraaihei, struikhei, gewone dophei, bremsoorten en kruipwilg.
In de kruidlaag vindt men verschillende zeggesoorten, tormentil en (op noordelijk gelegen hellingen) de gewone eikvaren.
Tussen de struiken, en vooral op de iets vochtiger plaatsen, kan een goed ontwikkelde moslaag met overwegend bladmossen voorkomen.

## Ecologie
Deze plantengemeenschap komt voor op kalkarme duingronden, met een droge tot min of meer vochtige bodem, en verder op zandige bodem op droge plaatsen in het hoogveen.

## Subassociaties in Nederland en Vlaanderen
Van de associatie van kraaihei en gewone dophei worden in Nederland en Vlaanderen twee subassociaties onderscheiden.

### Subassociatie met riet
Een subassociatie met riet (Empetro-Ericetum phragmitetosum) heeft gewoon riet (Phragmites australis) als belangrijkste differentiërende soort. De syntaxoncode voor Nederland (rVvN) is r11Aa03.

### Subassociatie met broedkelkje
Een subassociatie met broedkelkje (Empetro-Ericetum gymnocoleetosum) heeft als differentiërende soort het levermos broedkelkje (Gymnocolea inflata). De syntaxoncode voor Nederland (rVvN) is r11Aa03.

## Verspreiding
De associatie van kraaihei en gewone dophei is een typische vegetatie van de Circumboreale provincie: Scandinavië en het noorden van Oost-Europa. Toch wordt ze in Nederland aangetroffen in de duinengordels van Noord-Holland en de Waddeneilanden, in België plaatselijk in de Hoge Venen.

## Diagnostische taxa voor Nederland en Vlaanderen

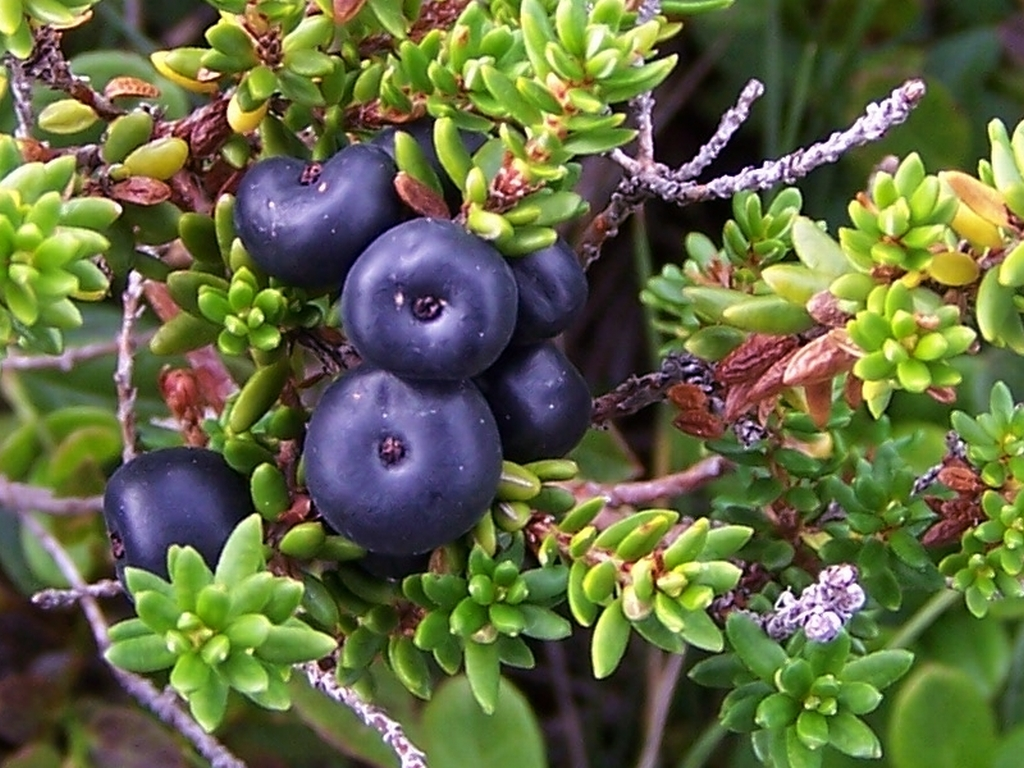
Kraaihei

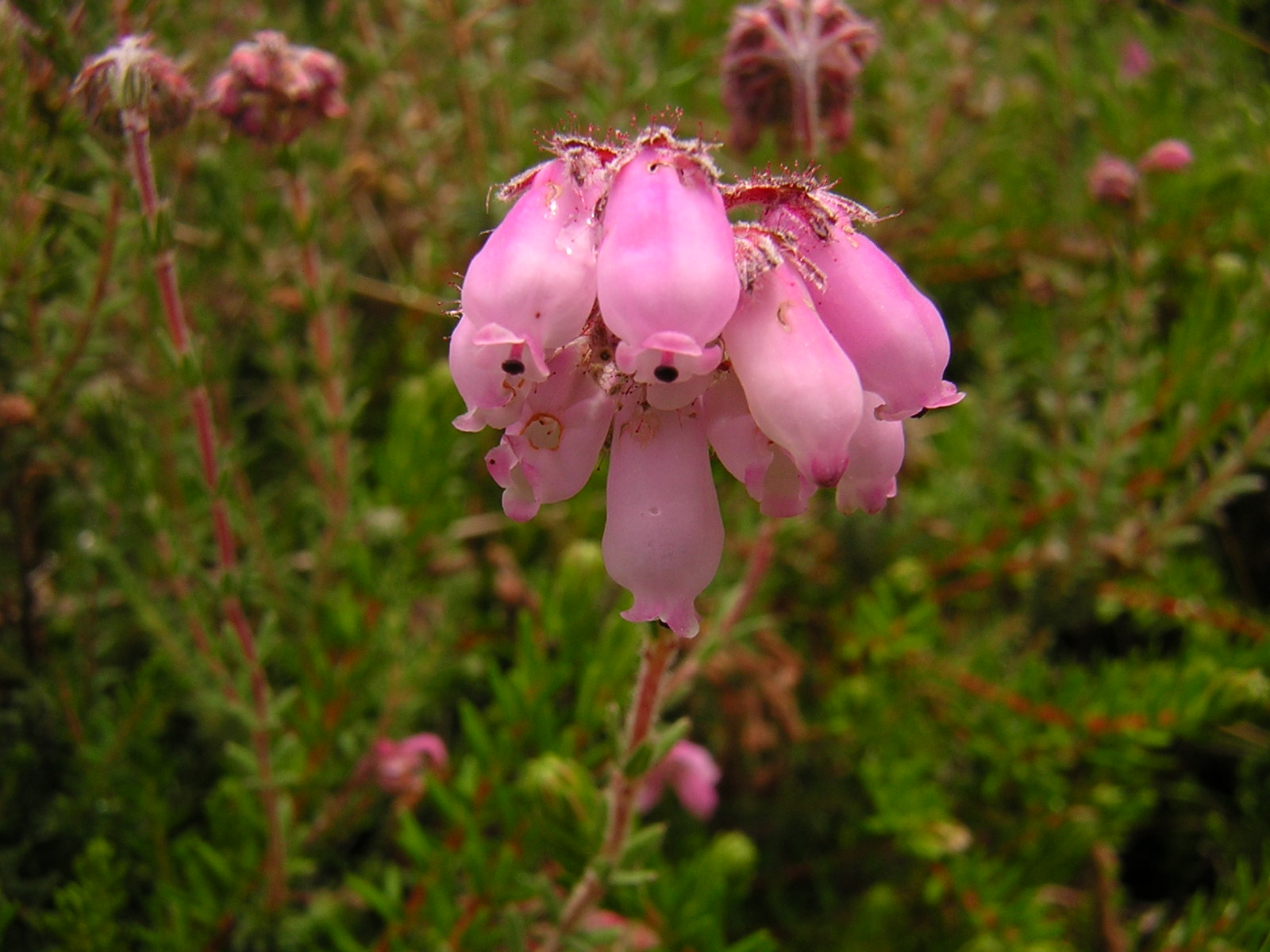
Gewone dophei

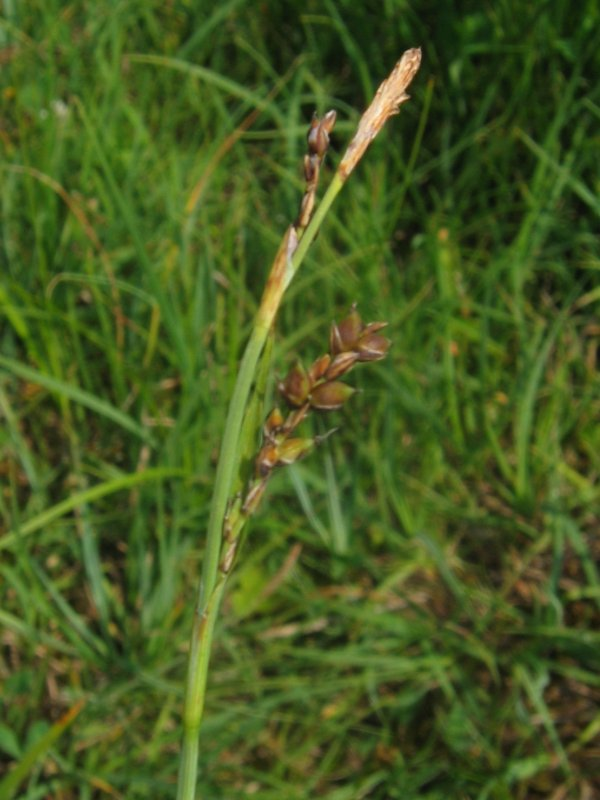
Blauwe zegge

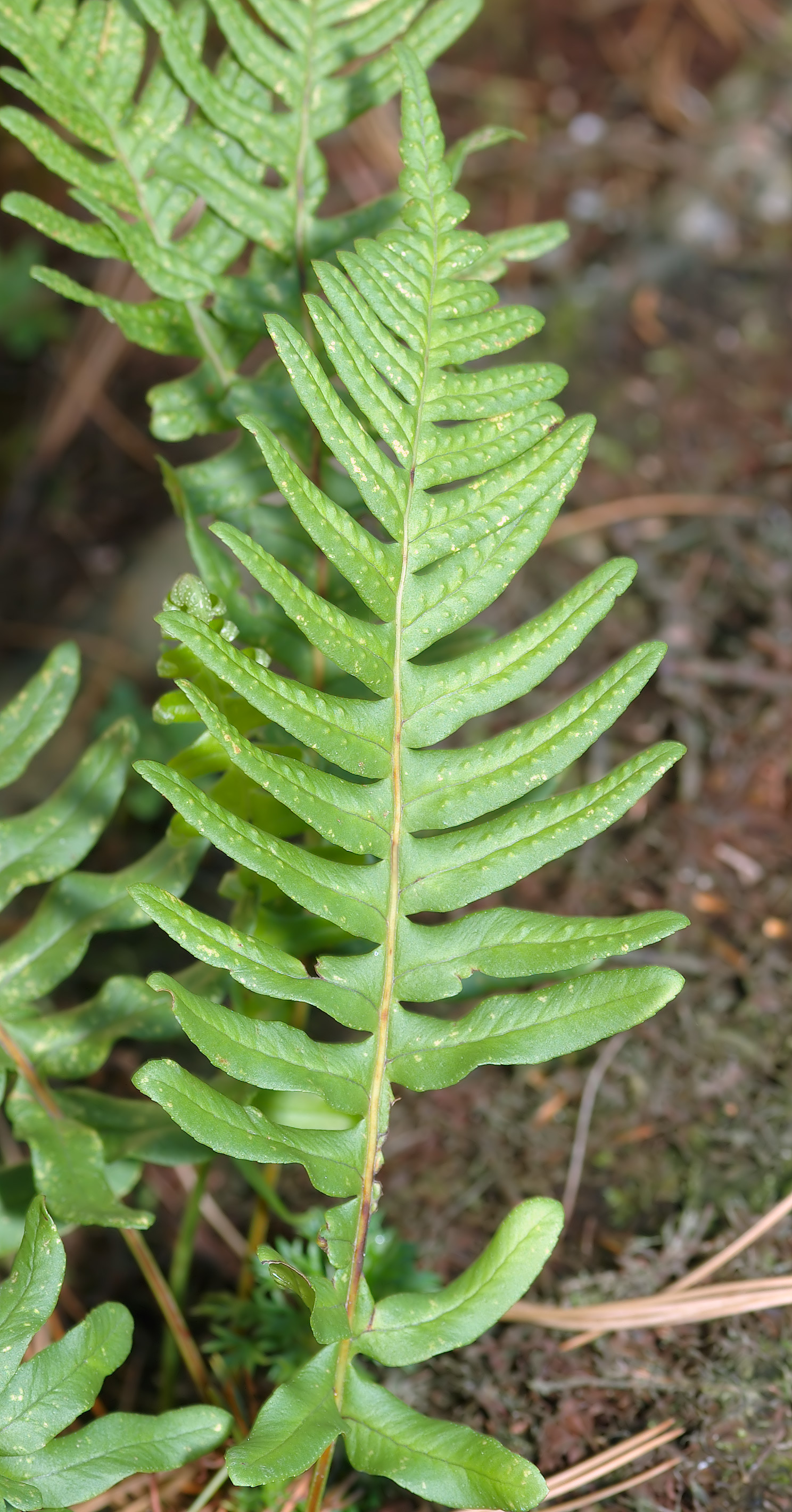
Eikvaren

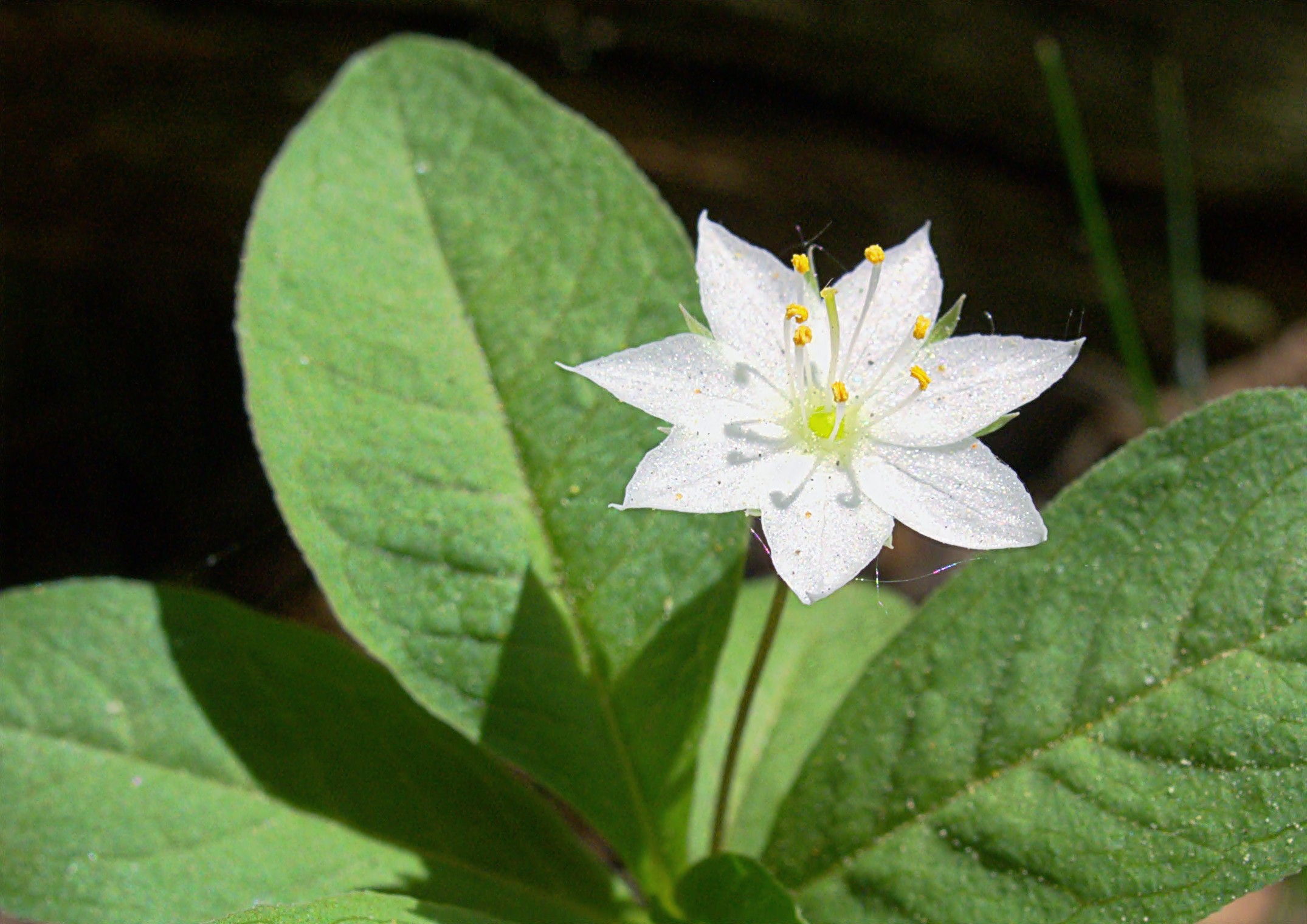
Zevenster

Er zijn geen echte kensoorten voor deze associatie, de kraaihei is een kensoort voor het verbond.
In de duinen van Noord-Holland en de Waddeneilanden is er een karakteristieke subassociatie van kraaihei met eikvaren, vooral op noordelijke duinhellingen.
In de onderstaande tabel staan de belangrijkste diagnostische plantentaxa voor de associatie van kraaihei en gewone dophei voor Nederland en Vlaanderen.
Kruidlaag
| Kentaxon | Diff.soort | Abundantie | Triviale naam | Botanische naam              | Opmerking              |
| -------- | ---------- | ---------- | ------------- | ---------------------------- | ---------------------- |
| kV       |            | D          | kraaihei      | Empetrum nigrum              |                        |
| kV       |            | A          | gewone dophei | Erica tetralix               |                        |
|          |            | F          | kruipwilg     | Salix repens subsp. argentea |                        |
|          |            | F          | verfbrem      | Genista tinctoria            |                        |
|          |            | F          | blauwe zegge  | Carex panicea                |                        |
|          |            | F          | tormentil     | Potentilla erecta            |                        |
|          |            | F          | eikvaren      | Polypodium vulgare           |                        |
|          |            | F          | zevenster     | Trientalis europaea          |                        |
|          | dS         |            | gewoon riet   | Phragmites australis         | subassociatie met riet |

Moslaag
| Kentaxon | Diff.soort | Abundantie | Triviale naam | Botanische naam    | Opmerking                     |
| -------- | ---------- | ---------- | ------------- | ------------------ | ----------------------------- |
|          | dS         |            | broedkelkje   | Gymnocolea inflata | subassociatie met broedkelkje |